# Physocephala philippnensis
Physocephala philippnensis är en tvåvingeart som beskrevs av Krober 1927. Physocephala philippnensis ingår i släktet Physocephala och familjen stekelflugor. Inga underarter finns listade i Catalogue of Life.